# (22049) 1999 XW257
(22049) 1999 XW257 è un asteroide troiano di Giove del campo greco. Scoperto nel 1999, presenta un'orbita caratterizzata da un semiasse maggiore pari a 5,148983 UA e da un'eccentricità di 0,053833, inclinata di 2,588161° rispetto all'eclittica. Ha un diametro di 19,101 km e un'albedo di 0,111.